# Yun Il-lok
Yun Il-lok (en coreano: 윤일록; Gwangju, 7 de marzo de 1992) es un futbolista surcoreano que juega como delantero en el Gangwon F. C. de la K League 1.

## Clubes
Yun se convirtió en profesional en su adolecensia, siendo elegido por el Gyeongnam FC como parte de su plantilla en la temporada 2011, después de haber en las juveniles del club.  Su debut como profesional ocurrió casi inmediatamente, en el segundo partido con su club contra el Ulsan, que culminó con la victoria por 1–0 a favor del Gyeongnam. Un mes despuès, Yun anotó su primer gol en la K-League en la victoria del Gyeongnam por 2-1 sobre el Incheon United.
| Club                       | País          | Año       |
| -------------------------- | ------------- | --------- |
| Gyeongnam F. C.            | Corea del Sur | 2010-2012 |
| F. C. Seoul                | Corea del Sur | 2013-2017 |
| Yokohama F. Marinos        | Japón         | 2018-2019 |
| Jeju United F. C. (cedido) | Corea del Sur | 2019      |
| Montpellier H. S. C.       | Francia       | 2020-2021 |
| Ulsan HD F. C.             | Corea del Sur | 2021-2025 |
| Gangwon F. C. (cedido)     | Corea del Sur | 2023      |
| Gangwon F. C.              | Corea del Sur | 2025-     |

## Palmarés

### Títulos nacionales
| Título                | Club                | País          | Año  |
| --------------------- | ------------------- | ------------- | ---- |
| Copa de Corea del Sur | F. C. Seoul         | Corea del Sur | 2015 |
| K League Classic      | F. C. Seoul         | Corea del Sur | 2016 |
| K League 1            | Ulsan Hyundai F. C. | Corea del Sur | 2022 |
| K League 1            | Ulsan HD F. C.      | Corea del Sur | 2024 |

### Títulos internacionales
| Título                                | Club (*)             | Sede          | Año  |
| ------------------------------------- | -------------------- | ------------- | ---- |
| Juegos Asiáticos                      | Corea del Sur sub-23 | Corea del Sur | 2014 |
| Campeonato de Fútbol del Este de Asia | Corea del Sur        | Japón         | 2017 |
| Campeonato de Fútbol del Este de Asia | Corea del Sur        | Corea del Sur | 2019 |

(*) Incluyendo la selección.